# Suoyu
Suoyu (kinesiska: 梭峪, 梭峪乡) är en socken i Kina. Den ligger i provinsen Shanxi, i den norra delen av landet, omkring 43 kilometer väster om provinshuvudstaden Taiyuan. Antalet invånare är 16 521. Befolkningen består av 7 969 kvinnor och 8 552 män. Barn under 15 år utgör 17,0 %, vuxna 15-64 år 76 %, och äldre över 65 år 5,0 %.
Genomsnittlig årsnederbörd är 616 millimeter. Den regnigaste månaden är juli, med i genomsnitt 207 mm nederbörd, och den torraste är januari, med 3 mm nederbörd.